# 薩當彈坑
薩當彈坑是一場在美國內華達試驗場的核子試爆所造成的彈坑，地點位於內華達州51區的東南方約12英里（19）處。超過12,000,000短噸（11,000,000公噸）的泥土因強力的核爆位移而產生了薩當彈坑。這個彈坑在1994年3月21日被列入美國國家史蹟名錄 ，也是在地球軌道上能直接用肉眼看到的人造物之一。
每年有超過10,000觀光客透過美國能源部以及美國國家核安全管理局內華達試驗場辦公室所提供的免費導覽參觀薩當彈坑。另一個跟薩當彈坑很相似的案例是前蘇聯的查干核子試驗，該試驗也造成了一個巨大的人工湖。

## 歷史背景
薩當彈坑形成於1962年7月6日的一場核子試爆，這場試爆的主要目在於測試核子彈是否能使用在採礦或大量土方挖掘等民生用途，核子彈當量相當於104-千公噸黃色炸藥（440-焦耳） ，位置在亞卡台地的沙漠。該核子裝置被埋在地下635英尺（194）處引爆，創造出犁頭計劃中最大的彈坑。這場爆炸所產生的放射塵汙染是所有核子試爆中最為嚴重的，至少使超1300萬的美國居民受到輻射汙染。試爆之後過了七個月，彈坑底部的輻射劑量才降低到能不穿著輻射防護衣在其中走動，彈坑也在當時被拍下照片。
由於這些在內華達試驗場的彈坑很類似月球表面的隕石坑，因此阿波羅計畫中的所有12名進行過月球漫步的太空人都曾在內華達試驗場進行任務前訓練。
刺沙蓬又名風滾草(屬於其中的一種)，是當地的一種重要的植被。在1993年的觀察與分析中，這些原生的灌木叢並沒有恢復，但是過衛星的空照圖可以看到部分的植被在彈坑邊緣開始大量的生長。

## 統計諸元

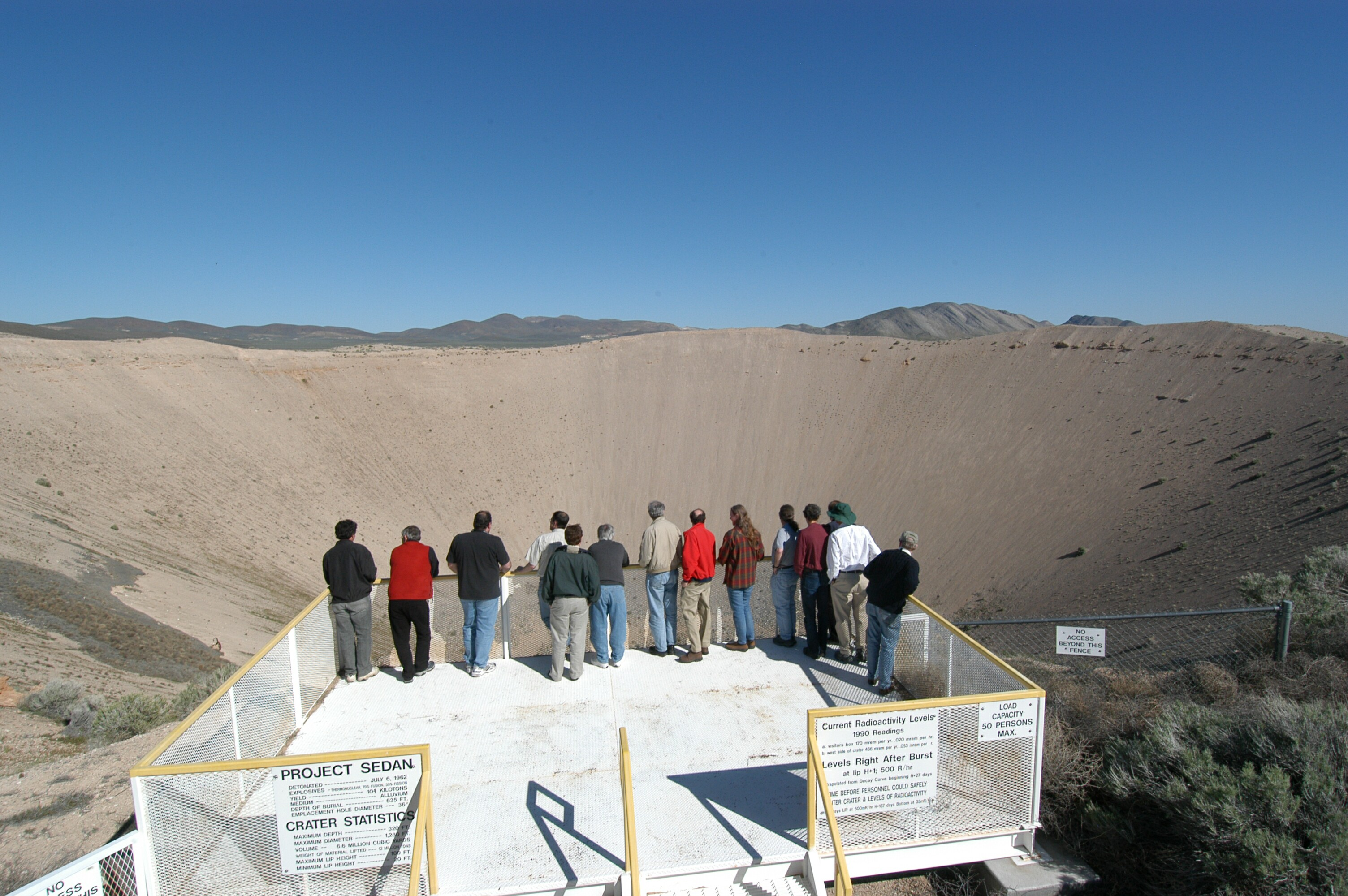
薩當彈坑的觀景台

- 最大深度[3]－320英尺（98）
- 最大直徑[3]－1,280英尺（390）
- 體積[10]－6.6 × 106立方碼（5.0 × 106立方）
- 被移動的土方重量[3]－12 × 106短噸（11百萬公噸）
- 邊緣最大高度[10]－100英尺（30）
- 邊緣最小高度[10]－20英尺（6.1）

## 外部連結
- Sedan Nuclear Test- Original Military Film - YouTube （页面存档备份，存于）